# Heather Ridge
Heather Ridge är en ås i Kanada.   Den ligger i provinsen Alberta, i den centrala delen av landet, 3 000 km väster om huvudstaden Ottawa.
Trakten runt Heather Ridge består i huvudsak av gräsmarker. Trakten runt Heather Ridge är nära nog obefolkad, med mindre än två invånare per kvadratkilometer.